# Aire urbaine de Valence
L'aire urbaine de Valence est une aire urbaine française centrée sur la ville de Valence, préfecture du département de la Drôme.

## Caractéristiques
D'après la définition qu'en donne l'Insee, l'aire urbaine de Valence est composée de 40 communes, situées dans les départements de la Drôme et de l'Ardèche. Ses 186 502 habitants font d'elle la 49e aire urbaine de France.
9 communes de l'aire urbaine sont situées dans le pôle urbain.
Le tableau suivant détaille la répartition de l'aire urbaine sur les départements (les pourcentages s'entendent en proportion du département) :
| Département | Communes | Communes (%) | Superficie (km²) | Superficie (%) | Population (2017) | Population (%) |
| ----------- | -------- | ------------ | ---------------- | -------------- | ----------------- | -------------- |
| Drôme       | 29       | 7,9          | 548,21           | 8,4            | 154 026           | 82,4           |
| Ardèche     | 11       | 3,2          | 143,93           | 2,6            | 32 476            | 17,4           |

## Communes
Voici la liste des communes de l'aire urbaine de Valence.
| Code Insee | Commune                      | Type                  | Département | Superficie (km²) | Population (2017) | Densité (hab./km²) |
| ---------- | ---------------------------- | --------------------- | ----------- | ---------------- | ----------------- | ------------------ |
| 07052      | Champis                      | Commune monopolarisée | Ardèche     | +0016,34         | +00 000623,       | +00027,05          |
| 07055      | Charmes-sur-Rhône            | Commune monopolarisée | Ardèche     | +0005,95         | +0 0002 930,      | +00347,9           |
| 07059      | Châteaubourg                 | Commune monopolarisée | Ardèche     | +0004,27         | +00 000244,       | +00047,78          |
| 07070      | Cornas                       | Pôle urbain           | Ardèche     | +0008,33         | +0 0002 237,      | +00249,94          |
| 07097      | Glun                         | Commune monopolarisée | Ardèche     | +0007,56         | +00 000696,       | +00066,4           |
| 07102      | Guilherand-Granges           | Pôle urbain           | Ardèche     | +0006,55         | +00010 961,       | +01 634,66         |
| 07240      | Saint-Georges-les-Bains      | Commune monopolarisée | Ardèche     | +0014,11         | +0 0002 282,      | +00121,62          |
| 07281      | Saint-Péray                  | Pôle urbain           | Ardèche     | +0024,05         | +0 0007 692,      | +00270,35          |
| 07293      | Saint-Romain-de-Lerps        | Commune monopolarisée | Ardèche     | +0014,14         | +00 000873,       | +00038,19          |
| 07316      | Soyons                       | Pôle urbain           | Ardèche     | +0007,9          | +0 0002 238,      | +00217,85          |
| 07323      | Toulaud                      | Commune monopolarisée | Ardèche     | +0034,73         | +0 0001 700,      | +00043,22          |
| 26004      | Alixan                       | Commune monopolarisée | Drôme       | +0028,28         | +0 0002 509,      | +00073,55          |
| 26007      | Ambonil                      | Commune monopolarisée | Drôme       | +0001,23         | +00 000113,       | +00081,3           |
| 26024      | Barcelonne                   | Commune monopolarisée | Drôme       | +0008,28         | +00 000349,       | +00044,69          |
| 26032      | La Baume-Cornillane          | Commune monopolarisée | Drôme       | +0014,42         | +00 000443,       | +00027,46          |
| 26037      | Beaumont-lès-Valence         | Commune monopolarisée | Drôme       | +0017,61         | +0 0003 649,      | +00208,92          |
| 26038      | Beaumont-Monteux             | Commune monopolarisée | Drôme       | +0013,37         | +0 0001 317,      | +00070,01          |
| 26042      | Beauvallon                   | Pôle urbain           | Drôme       | +0003,12         | +0 0001 591,      | +00540,06          |
| 26058      | Bourg-lès-Valence            | Pôle urbain           | Drôme       | +0020,3          | +00019 975,       | +00903,79          |
| 26064      | Chabeuil                     | Commune monopolarisée | Drôme       | +0041,07         | +0 0006 875,      | +00142,71          |
| 26079      | Charpey                      | Commune monopolarisée | Drôme       | +0015,48         | +0 0001 417,      | +00058,2           |
| 26081      | Châteaudouble                | Commune monopolarisée | Drôme       | +0017,37         | +00 000578,       | +00027,4           |
| 26084      | Châteauneuf-sur-Isère        | Commune monopolarisée | Drôme       | +0045,57         | +0 0003 875,      | +00072,09          |
| 26100      | Combovin                     | Commune monopolarisée | Drôme       | +0035,86         | +00 000422,       | +00010,07          |
| 26124      | Étoile-sur-Rhône             | Pôle urbain           | Drôme       | +0042,79         | +0 0005 478,      | +00094,74          |
| 26170      | Malissard                    | Commune monopolarisée | Drôme       | +0010,17         | +0 0003 210,      | +00285,45          |
| 26196      | Montéléger                   | Commune monopolarisée | Drôme       | +0009,45         | +0 0001 806,      | +00161,48          |
| 26197      | Montélier                    | Commune monopolarisée | Drôme       | +0024,76         | +0 0004 140,      | +00126,01          |
| 26206      | Montmeyran                   | Commune monopolarisée | Drôme       | +0024,1          | +0 0002 916,      | +00111,2           |
| 26208      | Montoison                    | Commune monopolarisée | Drôme       | +0016,11         | +0 0001 925,      | +00091,19          |
| 26212      | Montvendre                   | Commune monopolarisée | Drôme       | +0017,24         | +0 0001 185,      | +00049,71          |
| 26224      | Ourches                      | Commune monopolarisée | Drôme       | +0009,23         | +00 000251,       | +00023,29          |
| 26232      | Peyrus                       | Commune monopolarisée | Drôme       | +0010,48         | +00 000606,       | +00046,56          |
| 26250      | Pont-de-l'Isère              | Commune monopolarisée | Drôme       | +0010,09         | +0 0003 503,      | +00266,4           |
| 26252      | Portes-lès-Valence           | Pôle urbain           | Drôme       | +0014,43         | +00010 610,       | +00560,64          |
| 26271      | La Roche-de-Glun             | Commune monopolarisée | Drôme       | +0012,79         | +0 0003 272,      | +00214,23          |
| 26313      | Saint-Marcel-lès-Valence     | Commune monopolarisée | Drôme       | +0015,05         | +0 0006 236,      | +00273,36          |
| 26358      | Upie                         | Commune monopolarisée | Drôme       | +0019,53         | +0 0001 520,      | +00056,12          |
| 26362      | Valence                      | Pôle urbain           | Drôme       | +0036,69         | +00063 714,       | +01 751,43         |
| 26382      | Saint-Vincent-la-Commanderie | Commune monopolarisée | Drôme       | +0013,34         | +00 000541,       | +00029,31          |
|            | Total                        |                       |             | +0692,14         | +00186 502,       | +00241,5           |